# Comix + Cartoon Reihe
Comix + Cartoon Reihe ist eine Comicreihe aus Deutschland, die zwischen 1984 und 1985 von Ernst Volland in der Rixdorfer Verlagsanstalt in Berlin herausgegeben wurde.
Die einzelnen Bände hatten zwar farbige Cover aus Pappe, der Rest der broschierten Bände im A5-Format war hingegen schwarz-weiß gedruckt. Jede Ausgabe kostete 9,80 Mark. In der Reihe waren ausschließlich Comics von deutschsprachigen Zeichnern enthalten. Jeder Band war einem Künstler gewidmet.
Ähnliche Projekte dieser Zeit waren die Comic-Magazine Zomix, Ramba Zamba und die Reihe Rad ab!. Auch diese ermöglichten diversen Künstlern in West-Deutschland, auf diesem Weg – fernab von Großverlagen – Ihre Werke zu veröffentlichen.

## Bände
- (1) Michael Strahl: Paul, die Ratte
- (2) Rolf Boyke: Herzliche Grüsse
- (3) Hansi Kiefersauer: Rock’n’Roll Comics
- (4) Elisabeth Kmölniger: Alles wird gut
- (5) Jürgen Möller: Neues aus Bad Eilsen
- (6) Erich Rauschenbach: Das Beste aus Rüdiger’s Digest!
- (7) Peter Butschkow: Is’ doch so, oder?